# Kupačice
Kupačice (fra. Les Grandes Baigneuses) je ulje na platnu francuskog slikara Paula Cézannea. Riječ je o najvećem dijelu iz Cézanneove serije slika "Kapačice" koje se još nalaze u njujorškom Metropolitan, čikaškom Umjetničkom institutu i londonskoj Nacionalnoj galeriji. Zbog toga je kapitalno djelo Kupačica koje se nalazi u philadelphijskom muzeju umjetnosti poznato i kao Velike kupačice ili Brojne kupačice kako bi se razlikovalo od ostalih.
Kupačice se smatraju jednim od remek-djela moderne umjetnosti ali i Cézanneovom najboljom slikom. On je na tom djelu radio sedam godina, odnosno od 1900. pa do smrti 1906. godine.
Uz svaku novu verziju Kupačica, Cézanne se pomiče od tradicionalnog predstavljanja slike, namjerno stvarajući djela koja ne privlače nove gledatelje. To je učinio kako bi se izbjegli kratkotrajni hirovi i kako bi svojem radu dao bezvremensku kvalitetu i na taj način utro put budućim umjetnicima da zanemare aktualne trendove čime bi djela privukla sve generacije.
Kod Velikih kupačica, apstraktne gole žene koje su prisutne na slici daju slikarsku napetost i gustoću. To je izuzetno u njegovom radu sa simetričnim dimenzijama dok su goli oblici prilagođeni trokutastom obliku stabala i rijeka. Koristeći istu tehniku kod slikanja pejzaža i mrtve prirode, Velike kupačice podsjećaju na rad Tiziana i Rubensa. Također, djelo se uspoređivalo i s Picassovim Gospođicama iz Avignona.

## Vlasništvo
Sliku je 1937. kupio philadelphijski muzej umjetnosti za 110.000 dolara a financijska sredstva je osigurao glavni dobrotvor muzejskog fonda, Joseph E. Widener. Slika je prije toga bila u vlasništvu američkog likovnog kritičara i kolekcionara Lea Steina. Kupnja slike je općenito bila pohvaljena ali su dnevne novine The Philadelphia Record objavile da 10% populacije grada živi bez kade te da se novac mogao bolje iskoristiti.
Britanski televizijski kanal BBC Two je objavio dokumentarnu seriju o sto najvećih slika te je među njih uvrstio i Cézanneove Kupačice.

## Galerija slika
- Kupačice, njujorški Metropolitan, 1974. - 1875.
- Kupačice, londonska Nacionalna galerija,
1894. - 1905.
- Kupačice, čikaški Institut umjetnosti, 1900. - 1905.

## Vanjske poveznice
- Kupačice iz philadelphijskog muzeja umjetnosti
- Kupačice iz britanske Nacionalne galerije